# 大山口駅
大山口駅（だいせんぐちえき）は、鳥取県西伯郡大山町国信にある、西日本旅客鉄道（JR西日本）山陰本線の駅である。
快速列車については、上りのみ停車する（2022年3月現在）。

## 歴史

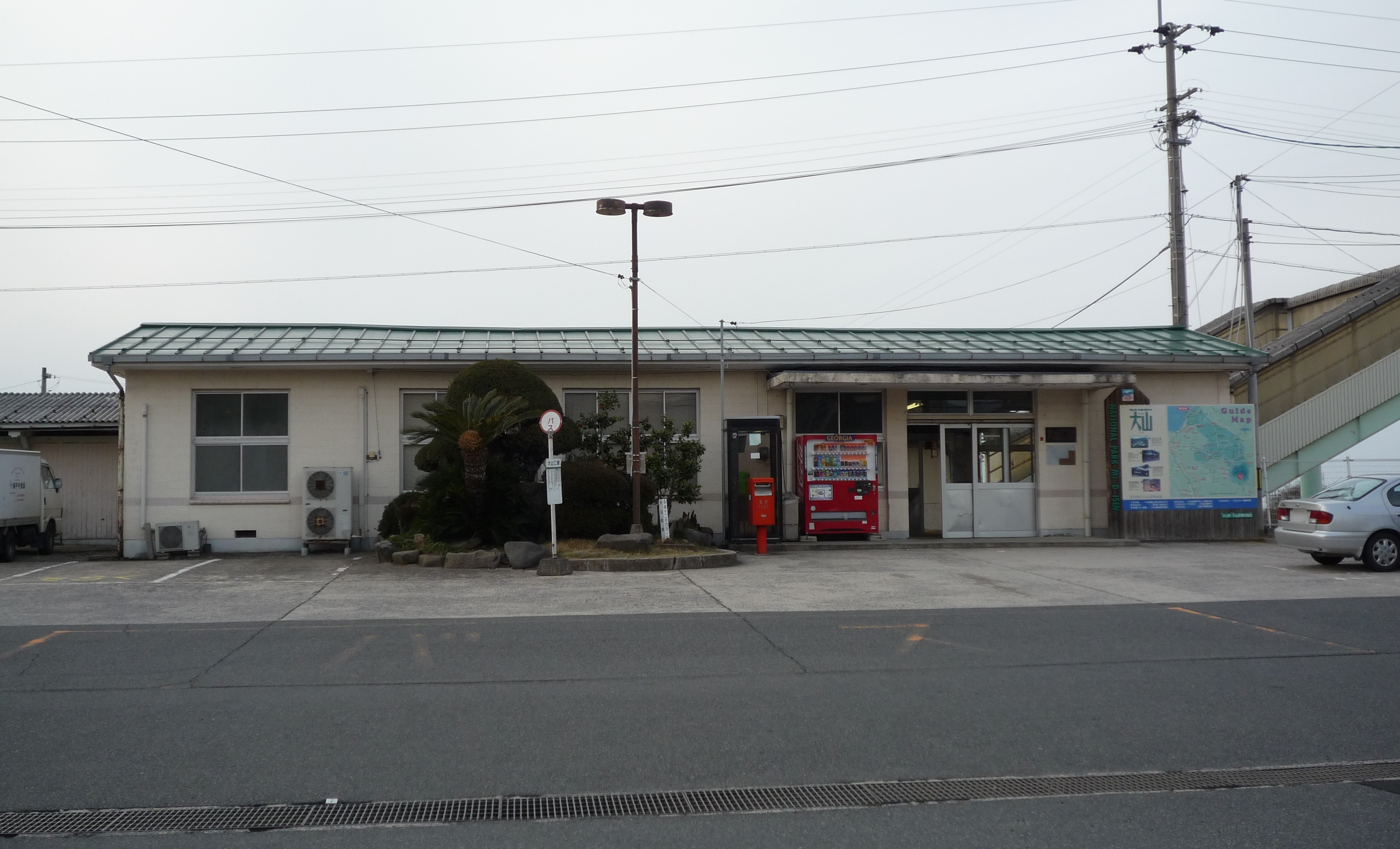
旧駅舎

- 1926年（大正15年）9月17日：鉄道省山陰本線名和仮停車場 - 淀江駅間に新設[1]。旅客営業のみ[1]。
- 1930年（昭和5年）4月1日：貨物取扱開始[1]。
- 1953年（昭和28年）8月25日：駅舎完成[2] 。
- 1972年（昭和47年）4月1日：貨物取扱廃止[1]。
- 1985年（昭和60年）3月14日：荷物扱い廃止[1]。
- 1987年（昭和62年）4月1日：国鉄分割民営化に伴い、西日本旅客鉄道（JR西日本）の駅となる[1]。
- 1991年（平成3年）3月16日：簡易委託駅化[3]。
- 2006年（平成18年）3月29日：簡易委託解除、終日無人駅化。
- 2020年（令和2年）3月8日：新駅舎完成、竣工式開催[4]。

## 駅構造
相対式ホーム2面2線を有する列車交換可能な地上駅である。安全側線があり、木造駅舎を有する。
鳥取県内の山陰本線は多くの駅が海側（北向き）に駅舎があるが、「大山口」は大山側（ここでは南東向き）に駅舎がある。互いのホームは跨線橋で連絡しており、米子駅管理の無人駅だが駅舎内に自動券売機が設置されている。
旧駅舎は、1953年（昭和28年）8月に完成したコンクリートブロック造り平屋建て約135㎡のものである。2017年（平成29年）11月にJRから地元に、維持管理費用の軽減を目的に、駅舎を大幅縮小して地元に譲渡することが打診されていたが、2018年（平成30年）になってからの交渉により、地元が一部費用を負担することで待合室規模や設備を維持し、土地はJR、建物は地元所有とする形で駅舎改良工事を進める方向となった。建替え工事は2019年9月に開始予定としていた。
2003年（平成15年）の鳥取県鉄道高速化事業により、1番のりばを上下本線、2番のりばを上下副本線とした1線スルー構成となり、通過列車は1番のりば（駅舎側）を通過するようになった。以前は鳥取駅寄り・米子駅寄り分岐共、両開き分岐であっため、全分岐器を交換する工事となった。

### のりば
| のりば | 路線     | 方向 | 行先           |
| ------ | -------- | ---- | -------------- |
| 1・2   | 山陰本線 | 上り | 倉吉・鳥取方面 |
| 1・2   | 山陰本線 | 下り | 米子・松江方面 |

付記事項
- 通過列車及び行違いを行わない停車列車は上下線共に1番のりばを通る。
- 反対方向からの通過列車と行違いを行う停車列車は、上下線共に2番のりばに停車する。
- 停車列車同士の行違いの場合は、米子方面行（下り）が1番のりば、鳥取方面行（上り）が2番のりばに入る。
- なお、列車運転指令上の番線番号は、2番のりばの方が「1番線」となっており、旅客案内上ののりば番号とは逆となっている。

## 利用状況
| 1日乗降人員推移 | 1日乗降人員推移 |
| 年度            | 1日平均人数     |
| --------------- | --------------- |
| 2011年          | 440             |
| 2012年          | 433             |
| 2013年          | 423             |
| 2014年          | 400             |
| 2015年          | 434             |
| 2016年          | 432             |
| 2017年          | 434             |
| 2018年          | 426             |
| 2019年          | 450             |
| 2021年          | 388             |

## 駅周辺

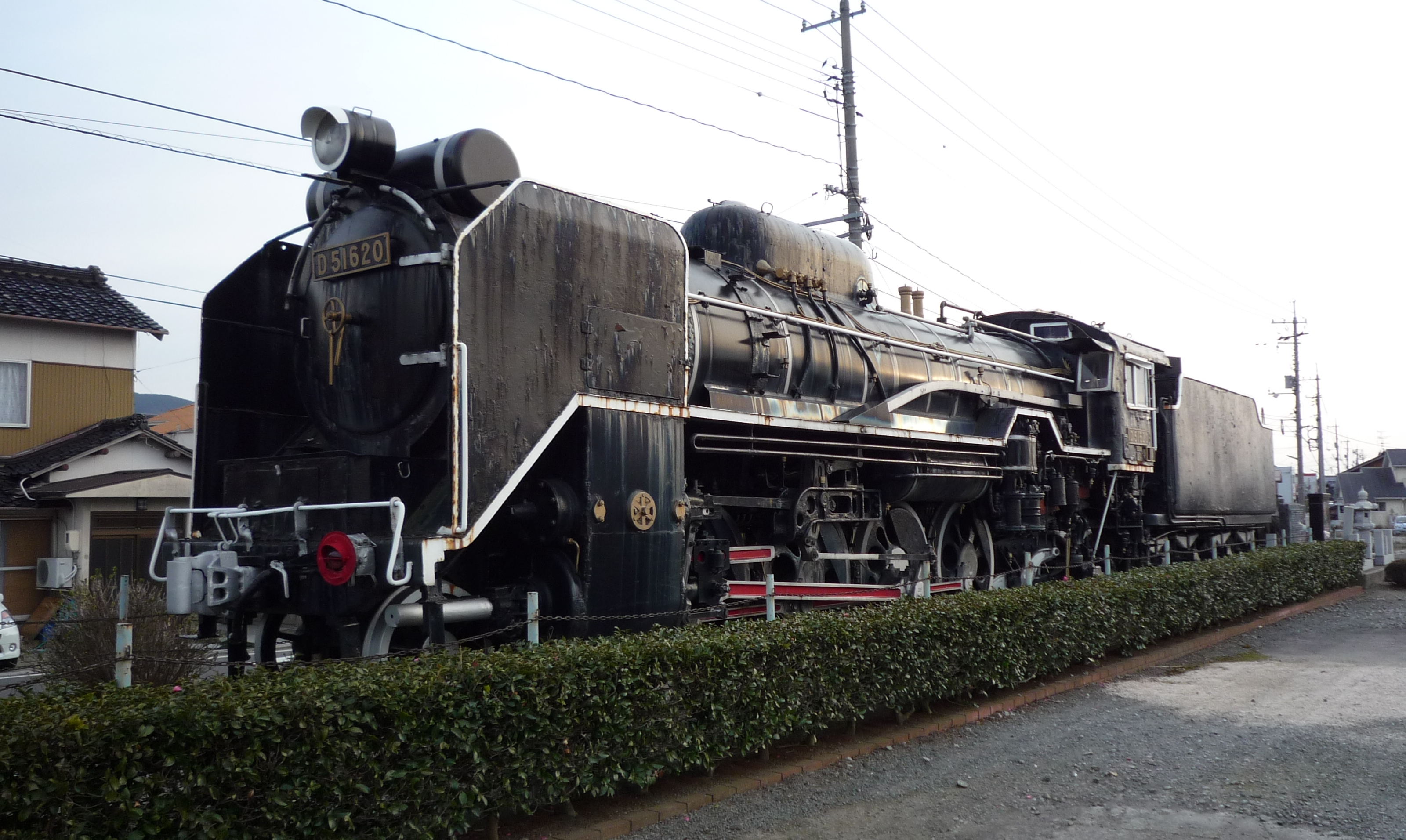
2009年11月8日まで構内に保存されていたD51 620号機。
老朽化に伴い、SLを所有する大山町の財政難により修理費の目途が立たず、解体された。

- 大山町役場大山支所
- 琴浦大山警察署大山口駐在所
- 大山所子郵便局
- 大山町立大山中学校
- 大山町立大山西小学校
- 鳥取銀行大山ATM
- 山陰合同銀行大山ATM出張所
- 鳥取県道158号大山口停車場大山線
- 山陰自動車道大山IC
- 大山口列車空襲慰霊の碑

## バス路線
当駅発のバスは2007年改正で全路線が大山町内のみの運行に変更されたが、米子駅方面直通便が復活している。
- 日本交通
  - 佐摩
  - 大山寺
  - 米子駅方面

## 隣の駅
※快速「とっとりライナー」（上りのみ停車）の隣の停車駅は列車記事を参照のこと。
西日本旅客鉄道（JR西日本）
 山陰本線
■快速「とっとりライナー」（下り）
通過
■快速「とっとりライナー」（上り）
赤碕駅 ← 大山口駅 ← 淀江駅
■普通
名和駅 - 大山口駅 - 淀江駅